# 板葉角菊珊瑚
板葉角菊珊瑚（学名：Favites complanata）为菊珊瑚科角菊珊瑚屬下的一个种。